# Kačák (Sovoluská Lhota)
Soustava čtyř násadových rybníčků, z nichž největší o rozloze vodní plochy 0,3 ha se nazývá Kačák  se nalézá u silnice III. třídy č. 32214 vedoucí z obce Brloh do vesnice Sovoluská Lhota v okrese Pardubice. Rybníčky jsou využívány pro chov rybí násady a zároveň představují lokální biocentrum pro rozmnožování obojživelníků.

## Galerie

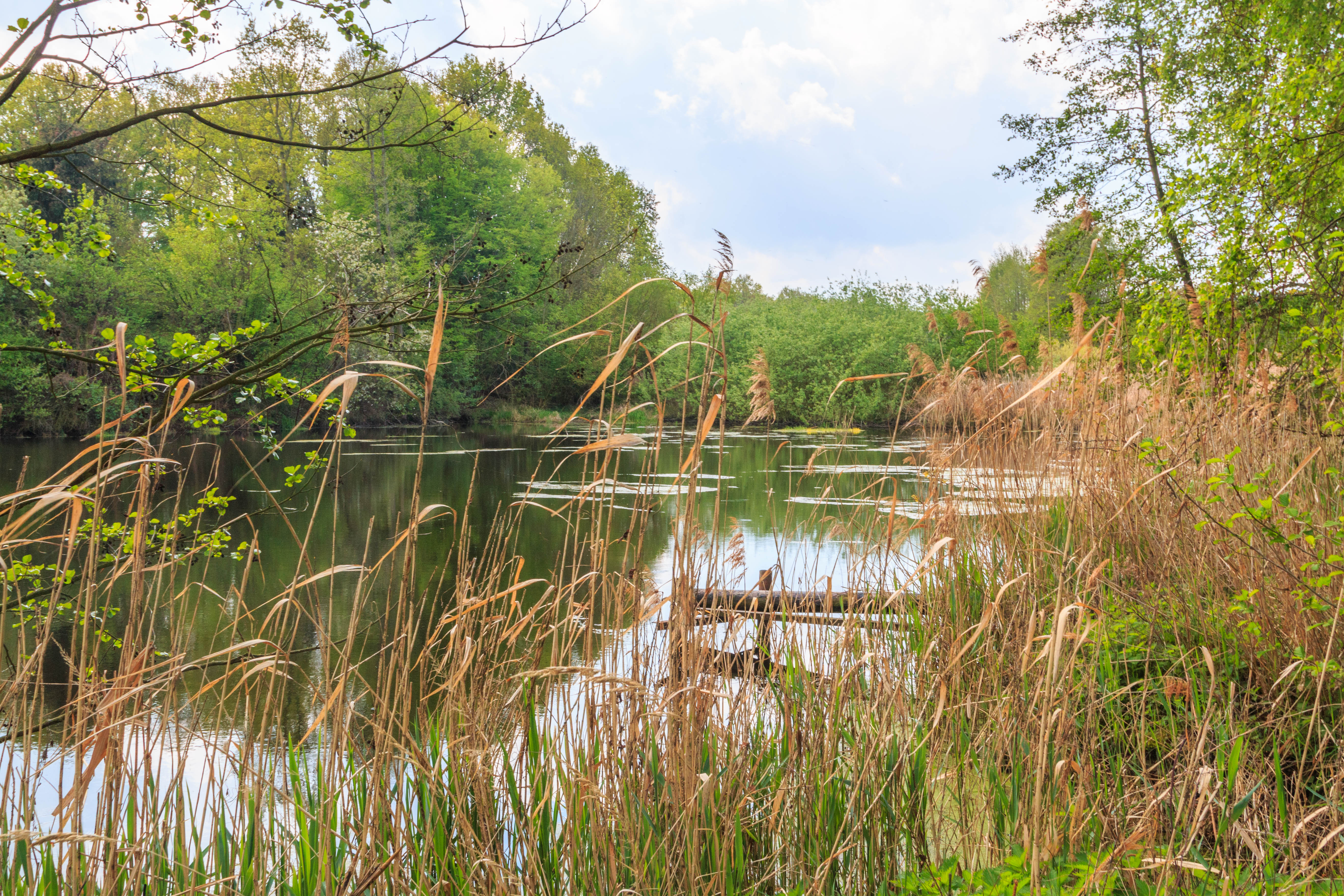
pohled na násadové rybníčky Kačák
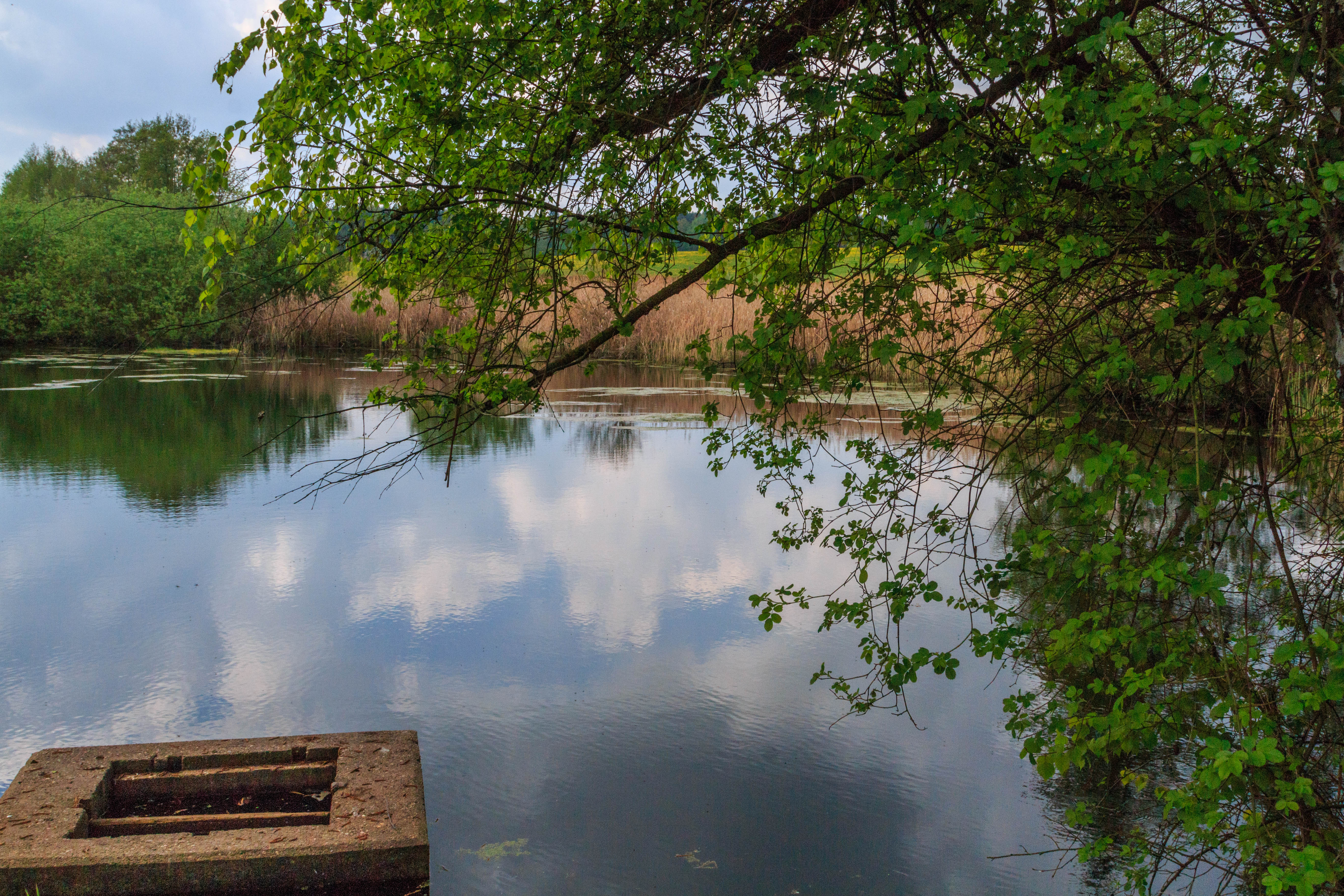
pohled na násadové rybníčky Kačák
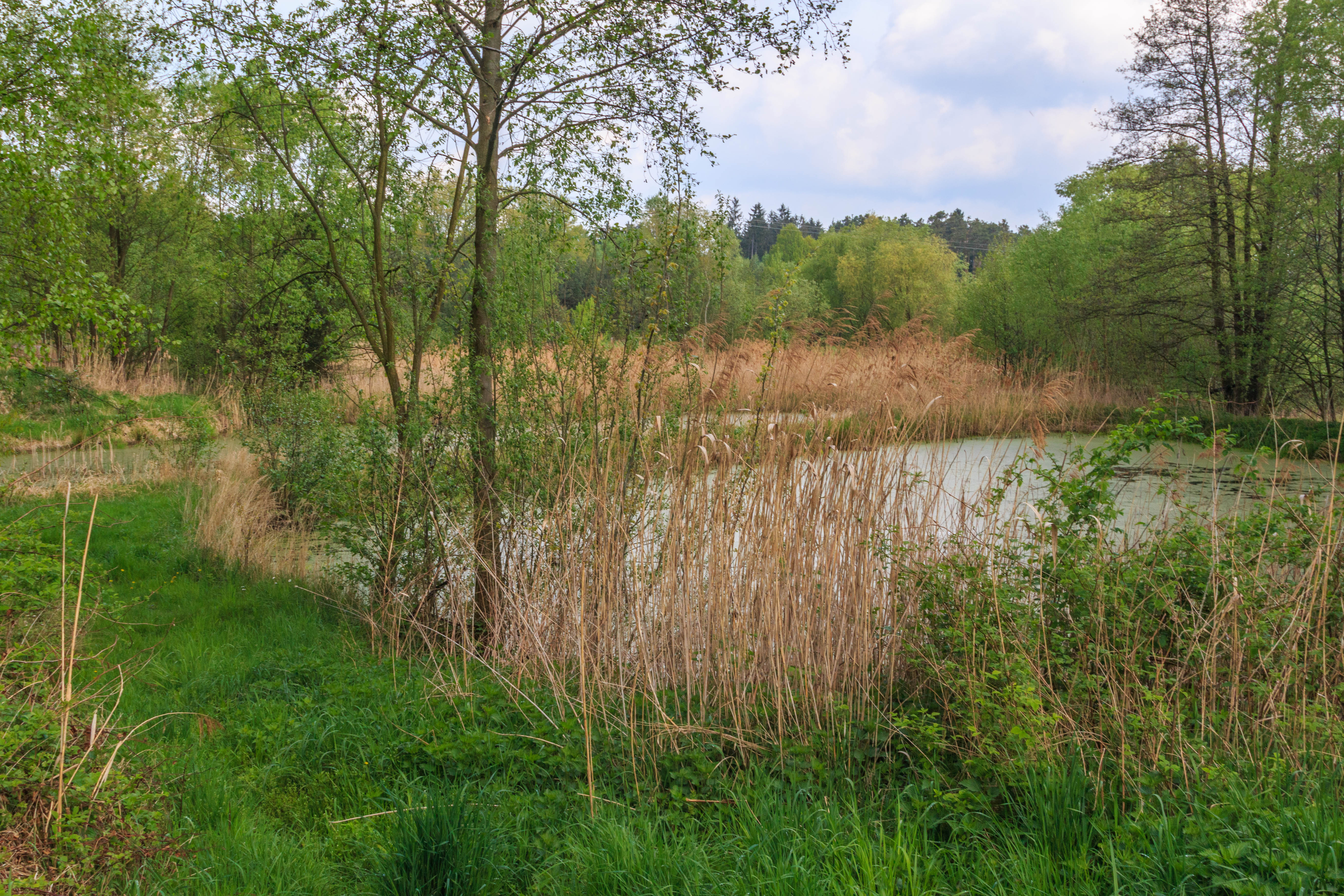
pohled na násadové rybníčky Kačák
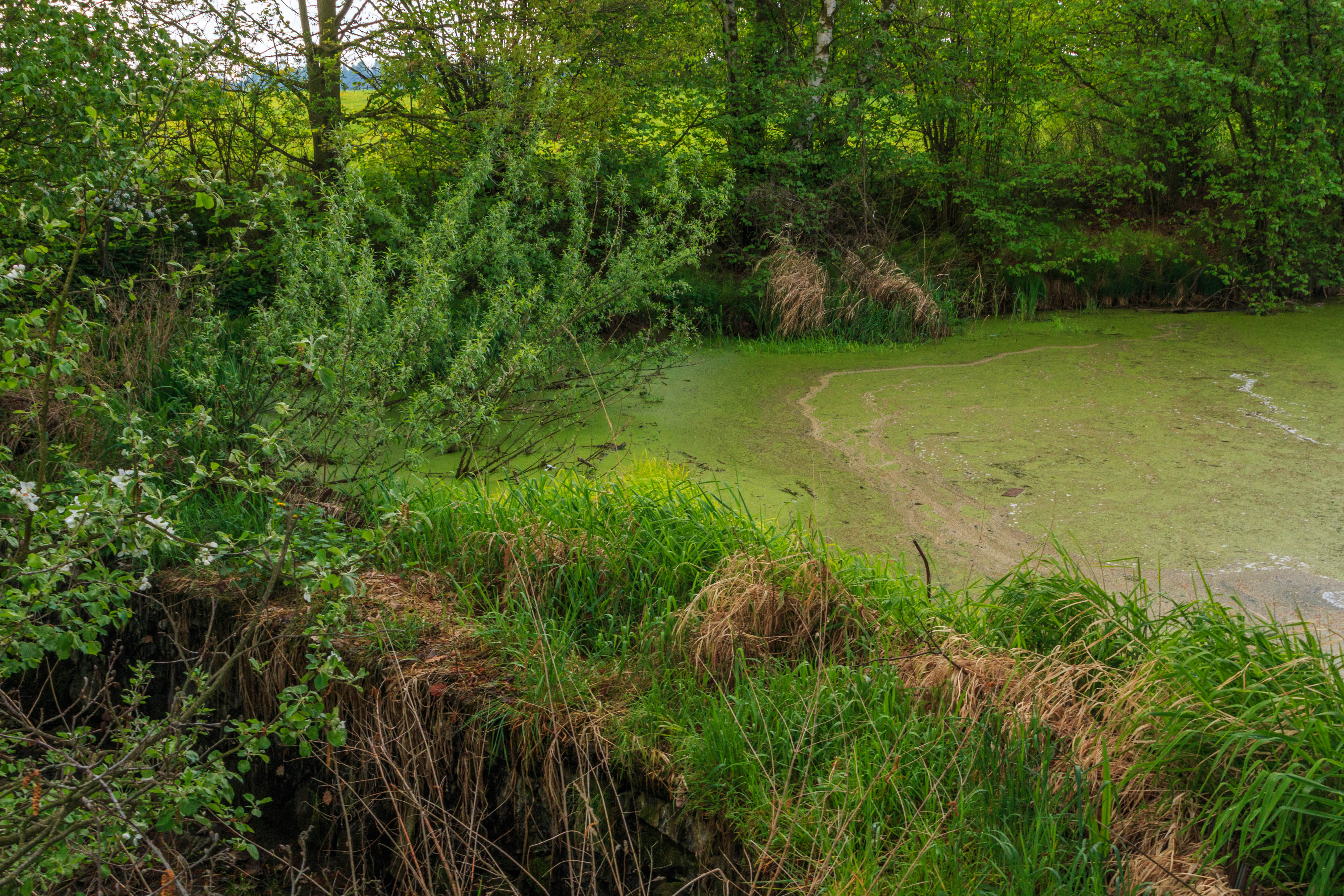
pohled na násadové rybníčky Kačák